# بازی ذخیره‌شده

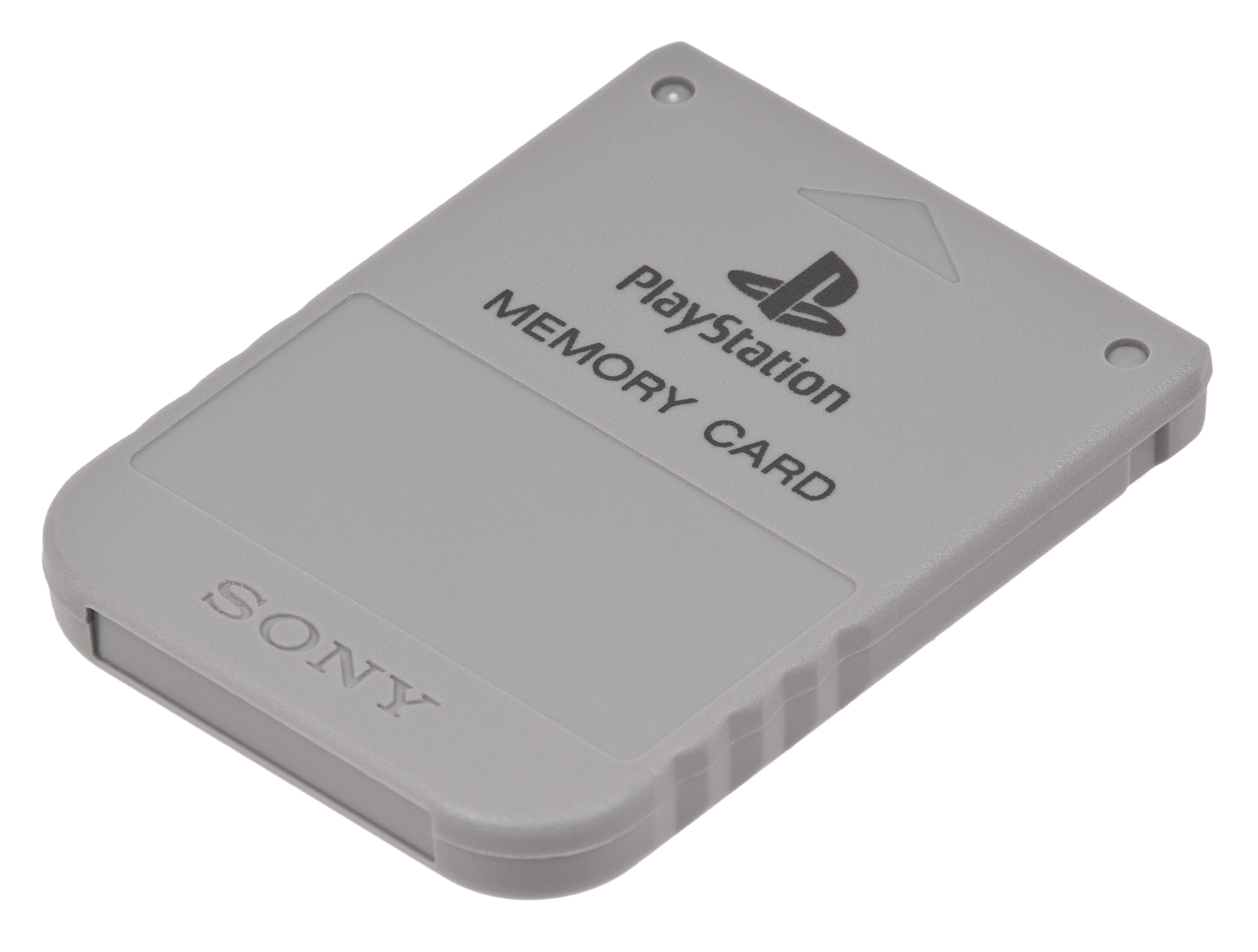
یک کارت حافظه پلی‌استیشن که به‌طور مخصوص برای ذخیره بازی در نسل پنجم و ششم کنسول‌ها استفاده می‌شد.

یک بازی ذخیره‌شده (گاهی با عناوین ذخیره بازی، نقطه ذخیره یا ذخیره شناخته می‌شود) قطعه‌ای دیجیتالی ذخیره‌شده از اطلاعاتی در مورد پیشرفت بازیکن در یک بازی ویدئویی است.
در ابتدای دهه ۱۹۷۰، سخت‌افزار سکوهای بازی و حافظه‌ها ارتقا یافته بودند، که منجر به بازی‌های بزرگ‌تر و پیچیده‌تر شد و به پایان رساندن این بازی‌ها زمان بیشتری می‌طلبید. این موضوع به نیاز به‌نوعی حافظه برای ذخیره‌سازی پیشرفت بازیکن منتهی شد و این سؤال پیش آمد که پس از مواجه شدن بازیکن با پیغام بازی تمام شد چه اتفاقی رخ دهد. بازی‌های مدرن‌تر که روی روایت داستان تمرکز دارند به بازیکن اجازه انتخاب‌های گوناگون می‌دهند که به وجود حافظه نیاز دارد و برخی طراحان هم برای «تازه» ماندن تجربه بازی، اجازه ذخیره کردن بیشتر از یک پرونده ذخیره را نمی‌دهند.
طراحان بازی‌ها با فراهم کردن امکان ذخیره به بازیکنان اجازه می‌دهند تا پیشرفتشان در بازی را از دست ندهند. طراحان از این راه بازیکنان را به امتحان موارد موجود در بازی تشویق می‌کنند.